# Antonino (patriarca di Grado)
Antonino (... – 741) fu patriarca di Grado, secondo le fonti più attendibili, dal 730 al 741.

## Biografia
Dopo la morte del patriarca Donato, Pietro III, vescovo di Pola, occupò la cattedra di Grado, ma il papa Gregorio II non ratificò la nomina e con una lettera datata 1º dicembre invitò i vescovi suffraganei ad eleggere il nuovo patriarca: fu così scelto Antonino, che probabilmente era abate del monastero benedettino di Brondolo presso Chioggia. Alcuni storici ritengono che l'elezione di Antonino non sia avvenuta nello stesso anno della morte di Donato, ma solo verso il 730, questo perché i domini bizantini in Italia erano in quel momento attraversati da movimenti di protesta contro i decreti iconoclasti.
Nel 731 Antonino giunse a Roma su invito di papa Gregorio III dove partecipò al sinodo convocato dal pontefice per discutere la questione dell'iconoclastia; il concilio si concluse con la condanna delI'imperatore bizantino Leone III Isaurico. In quell'occasione il papa avrebbe definito i confini tra le diocesi di Aquileia e di Grado, ma la storiografia moderna ritiene il relativo documento un falso. In ogni caso i contrasti tra i due patriarchi continuarono, come si dimostra dalla lettera del papa, non datata ma probabilmente scritta prima del 733, con cui il papa intimava al patriarca di Aquileia di restituire a quello di Grado alcune pertinenze del monastero di Barbana.
Il papa teneva in ottima considerazione il patriarca Antonino, come dimostra la lettera con cui Gregorio III lo invita a mettersi in contatto con l'esarca Eutichio, che si era rifugiato a Venezia, dopo che i Longobardi avevano conquistato Ravenna. Lo scopo era la concertazione di un piano offensivo comune ut ad pristinum statum... ipsa revocetur Ravenantium civitas. Tornato l'esarca a Ravenna e dopo che le tensioni tra Roma e i Longobardi si erano attenuate, il papa Gregorio III con una lettera probabilmente del 741 invitò nuovamente il patriarca Antonino ed altri vescovi per un secondo concilio, ottenendo anche dal re longobardo Liutprando il lasciapassare per tutti gli ecclesiastici interessati. Questo nuovo concilio non si svolse mai, causa la morte di papa Gregorio III, avvenuta nello stesso anno. Anche di Antonino non si hanno notizie dopo tale data.